# Microsema crocearia
Microsema crocearia är en fjärilsart som beskrevs av Jacob Hübner 1823. Microsema crocearia ingår i släktet Microsema och familjen mätare. Inga underarter finns listade i Catalogue of Life.